# Estadio Monumental de Maturín
Das Estadio Monumental de Maturín ist ein Fußballstadion in der venezolanischen Stadt Maturín, Hauptstadt des Bundesstaates Monagas. Es wurde als Austragungsort der Copa América 2007 errichtet. Mit 51.796 Plätzen ist es das größte Stadion des Landes. Der Fußballclub Monagas SC trägt hier seine Heimspiele aus. 